# Papstwahl 1143
Die Papstwahl 1143 fand am 26. September 1143 nach dem Tod von Papst Innozenz II. statt und endete mit der Wahl von Guido di Castello zu Papst Coelestin II.

## Wahl von Coelestin II.
Papst Innozenz II. starb am 24. September 1143 in Rom. Während der ersten acht Jahre nach seiner Papstwahl hatte er mit Anaklet II. einen Gegenpapst, welcher 1138 starb und dessen Nachfolger Gegenpapst Viktor IV. nach wenigen Wochen abdankte und sich unterwarf. Im Zweiten Laterankonzil im April 1139 setzte er alle Anhänger von Anaklet ab. Trotz der Unterwerfung waren die letzten Jahre des Pontifikats von Innozenz nicht erfolgreich. Die päpstliche Armee wurde von König Roger II. von Sizilien besiegt, der die Königswürde von Anaklet II. erhalten hatte und von Innozenz II. die Bestätigung wollte. Nach der verlorenen Schlacht von Galluccio am 22. Juli 1139 wurde der Papst von Roger II. gefangen genommen und musste alle Privilegien bestätigen, welche Anaklet II. dem König zugesagt hatte. Die Papstwahl 1143 fand im Schatten dieser Revolution statt.
Die Papstwahl fand in der Lateranbasilika statt und ernannte Guido del Castello zum Papst, der zuvor päpstlicher Legat bei Roger II. gewesen war und als erster Kardinal den Titel Magister führte. Er gab sich den Namen Coelestin II. und wurde noch am selben Tag geweiht.

## Wählende Kardinäle
Im September 1143 gab es wahrscheinlich dreißig Kardinäle. Ausgehend von Unterschriften bei den Päpstlichen Bullen 1143 und den ausländischen Missionen haben folgende maximal dreiundzwanzig Kardinäle an der Wahl teilgenommen:
| Kardinal                       | Kardinaltitel                                   | Ernannt am         | Ernannt von   | Anmerkungen                                                                                 |
| ------------------------------ | ----------------------------------------------- | ------------------ | ------------- | ------------------------------------------------------------------------------------------- |
| Corrado Demetri della Suburra  | Kardinalbischof von Sabina                      | 1113/14            | Paschalis II. | Dekan des Heiligen Kollegium Zukünftiger Papst Anastasius IV (1153–1154)                    |
| Alberic de Beauvais, OSBCluny  | Kardinalbischof von Ostia                       | 3. April 1138      | Innozenz II.  |                                                                                             |
| Étienne de Châlons, OCist      | Kardinalbischof von Palestrina                  | 21. Februar 1141   | Innozenz II.  |                                                                                             |
| Imar, OSBCluny                 | Kardinalbischof von Tusculum                    | 13. März 1142      | Innozenz II.  |                                                                                             |
| Pietro                         | Kardinalbischof von Albano                      | 17. September 1143 | Innozenz II.  |                                                                                             |
| Gerardo Caccianemici, Can.Reg. | Kardinalpriester von Santa Croce in Gerusalemme | 9. März 1123       | Calixt II.    | Kardinalprotopriester; Kanzler der römischen Kirche Zukünftiger Papst Lucius II (1144–1145) |
| Guido del Castello             | Kardinalpriester von San Marco                  | 1128/29            | Honorius II.  | Gewählter Papst Coelestin II.                                                               |
| Guido Florentinus              | Kardinalpriester von San Crisogono              | 1139               | Innozenz II.  |                                                                                             |
| Rainiero                       | Kardinalpriester von Santa Prisca               | 22. Dezember 1139  | Innozenz II.  |                                                                                             |
| Gregorio della Suburra         | Kardinalpriester von Santa Maria in Trastevere  | 1. März 1140       | Innozenz II.  |                                                                                             |
| Tommaso                        | Kardinalpriester von San Vitale                 | 1. März 1140       | Innozenz II.  |                                                                                             |
| Pietro                         | Kardinalpriester von Santa Pudenziana           | 20. September 1140 | Innozenz II.  | Erzpriester des Petersdom                                                                   |
| Ubaldo                         | Kardinalpriester von Santi Giovanni e Paolo     | 19. Dezember 1141  | Innozenz II.  |                                                                                             |
| Gregorio Tarquini              | Kardinaldiakon von Santi Sergio e Bacco         | 9. März 1123       | Calixt II.    | Kardinalprotodiakon                                                                         |
| Odone Bonecase                 | Kardinaldiakon von San Giorgio in Velabro       | 4. März 1132       | Innozenz II.  |                                                                                             |
| Ubaldo                         | Kardinaldiakon von Santa Maria in Via Lata      | 21. Dezember 1134  | Innozenz II.  |                                                                                             |
| Gerardo                        | Kardinaldiakon von Santa Maria in Domnica       | 27. Mai 1138       | Innozenz II.  |                                                                                             |
| Ottaviano de Monticelli        | Kardinaldiakon von San Nicola in Carcere        | 25. Februar 1138   | Innozenz II.  | Späterer Gegenpapst Viktor IV. (1159–1164)                                                  |
| Pietro                         | Kardinaldiakon von Maria in Aquiro              | 21. Februar 1141   | Innozenz II.  |                                                                                             |
| Pietro                         | Kardinaldiakon von Santa Maria in Portico       | 19. September 1141 | Innozenz II.  |                                                                                             |
| Gregorio                       | Kardinaldiakon der Heiligen Römischen Kirche    | 19. Dezember 1141  | Innozenz II.  |                                                                                             |
| Niccolo                        | Kardinaldiakon der Heiligen Römischen Kirche    | 13. März 1142      | Innozenz II.  |                                                                                             |

Achtzehn Kardinäle wurden von Papst Innozenz II., zwei von Papst Calixt II., einer von Papst Honorius II. und einer von Papst Paschalis II. ernannt.

## Abwesende Kardinäle
| Kardinal                       | Kardinaltitel                                    | Ernannt am        | Ernannt von  | Anmerkungen                                                                  |
| ------------------------------ | ------------------------------------------------ | ----------------- | ------------ | ---------------------------------------------------------------------------- |
| Dietwin, OSB                   | Kardinalbischof von Santa Rufina                 | ca. 1133          | Innozenz II. | Päpstlicher Legat in Deutschland                                             |
| Goizo                          | Kardinalpriester von San Cecilia                 | 22. Dezember 1139 | Innozenz II. | Päpstlicher Legat in der Lombardei                                           |
| Rainaldo di Collemezzo, OSBCas | Kardinalpriester von Santi Marcellino e Pietro   | ca. 1139–1141     | Innozenz II. | Abt von Montecassino                                                         |
| Ubaldo Allucingoli             | Kardinalpriester von Santa Prassede              | 16. Dezember 1138 | Innozenz II. | Päpstlicher Legat in der Lombardei; zukünftiger Papst Lucius III (1181–1185) |
| Guido Pisano                   | Kardinaldiakon von Santi Cosma e Damiano         | 4. März 1132      | Innozenz II. | Päpstlicher Legat in Spanien                                                 |
| Adenulf, OSB                   | Kardinaldiakon von Santa Maria in Cosmedin       | 16. Dezember 1132 | Innozenz II. | Abt von Farfa (Externer Kardinal)                                            |
| Guido de Castro Ficeclo        | Kardinaldiakon der Heiligen Römischen Kirche     | 1139              | Innozenz II. | Päpstlicher Legat in Böhmen und Mähren                                       |
| Gilberto                       | Kardinaldiakon von Sant’Adriano am Forum Romanum | 13. März 1142     | Innozenz II. | Päpstlicher Legat in Umbrien                                                 |